# Pseudometopius pilosus
Pseudometopius pilosus là một loài tò vò trong họ Ichneumonidae.